# Liste der Naturdenkmale im Landkreis Gotha
Die Liste der Naturdenkmale im Landkreis Gotha nennt die Naturdenkmale in den Städten und Gemeinden im Landkreis Gotha in Thüringen.
Im Landkreis Gotha gab es im Mai 2023 208 geschützte Naturdenkmale.

## Liste der Naturdenkmale
| Sommerlinde | | 1   | Bad Tabarz Tilia platyphyllos Tanzlinde, an der Laucha Ortsbildprägend, kulturhistorische Bedeutung | ⊙ |  |  |
| Blutbuchen | Blutbuchen Anfang April | 2   | Bad Tabarz Fagus sylvatica purpurea Im Theodor-Neubauer-Park Baumgruppe aus 14 Blutbuchen, ortsbildprägend | ⊙ |  |  |
| Blutbuche | Blutbuche Ende April | 3   | Bad Tabarz Fagus sylvatica purpurea Ehrenhain Langenhainer Straße Ortsbildprägend | ⊙ |  |  |
| 2 Fichten | Leider steht nur noch eine Fichte. Die vordere wurde gefällt.                                                                                       | 4   | Bad Tabarz Picea abies 2 Wetterfichten, Lauchagrundstraße Genetischer Wert, landschaftsbildprägend | ⊙ |  |  |
| Fichte | Schlangenfichte Ende April | 5   | Bad Tabarz Picea abies Virgata Schlangenfichte, Lauchagrundstraße Ortsbildprägend, genetischer Wert | ⊙ |  |  |
| Sommerlinde | Sommerlinde Ende April | 6   | Bad Tabarz, Cabarz Tilia platyphyllos Dorflinde, im Dorfzentrum von Cabarz Ortsbildprägend | ⊙ |  |  |
| Eibe | Eibe Ende April | 7   | Bad Tabarz Taxus baccata In einem Garten Stattlicher Baum für diese Art, Seltenheitswert | ⊙ |  |  |
| Winterlinde | Winterlinde Ende April | 8   | Bad Tabarz Tilia cordata Linde im John, in einer Grünfläche Ortsbildprägender Baum | ⊙ |  |  |
| Ahornblättrige Platane | Ahornblättrige Platane Ende April | 9   | Bad Tabarz Platanus xhybrida, Ortsbildprägender Baum | ⊙ |  |  |
| Rotbuche | BW | 10  | Bad Tabarz Fagus sylvatica Mehrstämmige Buche, im Wald Nähe Tanzbuche Gestaltwert, Biotopwert | ⊙ |  |  |
| Baumbestand im Garten des ehemaligen Bethesda-Heimes mit den Arten Schwarzkiefer, Rotfichte, Europäische Lärche, Blaufichte, Weißtanne, Serbische Fichte, Blutbuche, Kanadische Hemlocktanne, Stieleiche, Douglasie, Weymouthskiefer, Bergahorn | Baumbestand Ende April | 11  | Bad Tabarz Pinus nigra, Tilia cordata, Picea abies, Larix decidua, Picea pungens 'Glauca', Abies alba, Picea omorika, Fagus sylvatica 'Purpurea', Tsuga canadensis, Pseudotsuga menziesii, Pinus strobus, Acer pseudoplatanus Park mit seltenen Nadelgehölzen und Laubbäumen Seltenheitswert, kulturhistorischer Wert, typischer ortsbildprägender Gehölzbestand | ⊙ |  |  |
| Baumensemble im Alvary-Park bestehend aus Weymouthkiefer, Orientalischer Fichte (Kaukasus-Fichte), Weißtanne, Hemlocktanne, Schwarzkiefer, Küstendouglasie, Rot-Fichte und 4 Riesen-Lebensbäumen                                                | Der Park wird nicht mehr gepflegt und ist auch nicht zugänglich.                                                                                    | 12  | Bad Tabarz, Cabarz Pinus strobus, Picea orientalis, Abies alba, Tsuga, Pinus nigra, Pseudotsuga menziesii, Picea abies, 4 Thuja plicata In einem Park mit seltenen Nadelgehölzen und Laubbäumen Seltenheitswert, Gestaltwert, kulturhistorischer Wert, besondere Arten                                                                                           | ⊙ |  |  |
| Gemeine Esche | Gemeine Esche Ende April | 13  | Bad Tabarz Fraxinus excelsior Am Teich an der Tanzbuche Landschaftsbildprägend, Gestaltwert | ⊙ |  |  |
| Ensemble aus Bergahornen und Weißtannen | Ensemble aus Bergahorn und Weißtannen Ende April | 14  | Bad Tabarz Acer pseudoplatanus und Abies alba Lauchagrund, zwischen Zusammenfluss mit Strenge und "Gesicht" im Waldbestand Alte standortgerechte Bäume, Biotopwert, Genpool | ⊙ |  |  |
| Stieleiche | Stieleiche Ende April | 15  | Bad Tabarz Quercus robur Am John, neben B88 Landschaftsbildprägend | ⊙ |  |  |
| Rotbuche | Rotbuche Ende April | 16  | Bad Tabarz, Cabarz Fagus sylvatica OT Cabarz Schwarzhäuser Straße 22 Ortsbildprägend, Gestaltwert | ⊙ |  |  |
| Traubeneiche | Traubeneiche Ende April | 17  | Bad Tabarz Quercus petraea Langenhainer Straße 44 Bereits als ND gekennzeichnet, Beschluss fehlt, ortsbildprägend | ⊙ |  |  |
| 4 Winterlinden | Winterlinden Anfang April | 18  | Dachwig, Großfahner 4 Tilia cordata Grenzlinden, am Weg zum Speicher Dachwig Landschaftsbildprägend, kulturhistorischer Wert, Grenzbäume an Gemarkungsgrenze | ⊙ |  |  |
| Winterlinde | Winterlinde Anfang April | 19  | Döllstädt Tilia cordata In einer Obstplantage Landschaftsbildprägend, Biotopwert | ⊙ |  |  |
| Winterlinde | | 20  | Drei Gleichen, Cobstädt Tilia cordata Lügenlinde, am westlichen Ortsrand, Ersatzbaum Kulturhistorische Bedeutung | ⊙ |  |  |
| Blutbuche | Blutbuche Anfang April | 21  | Drei Gleichen, Günthersleben Fagus sylvatica f. 'Purpurea' Auf dem Friedhof, 1930 gepflanzt von Fam. Küttner Gestaltwert, ortsbildprägend | ⊙ |  |  |
| Sommerlinde | Sommerlinde Anfang April | 22  | Drei Gleichen, Mühlberg Tilia platyphyllos Mit Mühlstein, Ende Haarhäuser Straße, am Wehr, am Mühlgraben Hohes Alter, in Mühlstein eingewachsen | ⊙ |  |  |
| Maulbeerhecke | Maulbeerhecke Anfang April | 23  | Drei Gleichen, Seebergen Morus alba Hecke entlang der Straße an einem Wohngebiet Kulturhistorische Bedeutung, Seltenheitswert | ⊙ |  |  |
| Stieleiche | Stieleiche Anfang April | 24  | Drei Gleichen, Wechmar Quercus robur Eiche mit Holzkreuz, "Friedenseiche", Friedhof Kulturhistorisch wertvoller Baum, Holzkreuz eingewachsen | ⊙ |  |  |
| Schwarzpappeln in der Apfelstädtaue | Schwarzpappel Anfang April | 25  | Drei Gleichen, Wechmar Populus nigra 4 Bäume in der Apfelstädtaue Im Waldbestand, Erhaltung und Schutz wichtig für Genpool | ⊙ |  |  |
| Schwarzpappel | | 26  | Drei Gleichen, Wechmar Populus nigra Auf einer Koppel Landschaftsbildprägend | ⊙ |  |  |
| Rosskastanie | Rosskastanie Ende April | 27  | Emleben Aesculus hippocastanum An der Gänseweide, am Flößgraben, an einer Furt Landschaftsbildprägend, Genpool, Widerstandsfähigkeit gegen Miniermotte | ⊙ |  |  |
| Winterlinden | Winterlinde Ende April | 28  | Emleben Tilia cordata Emlebener Liebespaar, an der Ohrdrufer Straße Besonders interessante Form, miteinander verflochtene Äste | ⊙ |  |  |
| Winterlinde | Winterlinde Anfang April | 29  | Eschenbergen Tilia cordata Hinter einem Garten am Ortsrand Landschaftsbildprägend, Biotopwert | ⊙ |  |  |
| Rotbuche | Rotbuche Anfang April | 30  | Eschenbergen Fagus sylvatica Am Abtsberg Mächtige Buche im Forst | ⊙ |  |  |
| Sommerlinde | Sommerlinde Anfang April | 31  | Eschenbergen Tilia platyphyllos Grenzlinde in der Flur zwischen Gemarkungen Eschenbergen und Hausen, im Feld Kulturhistorisch bedeutsam, Biotopwert, landschaftsbildprägend | ⊙ |  |  |
| Rosskastanie | Rosskastanie Anfang Mai | 32  | Friedrichroda, Cumbach Am Teichhaus hinter dem Damm des großen Cumbacher Teiches Landschaftsbildprägend | ⊙ |  |  |
| Stieleiche | | 33  | Friedrichroda, Finsterbergen Quercus robur Körnereiche, Wiese am Spießberghaus Landschaftsbildprägend, Biotopwert, kulturhistorischer Wert | ⊙ |  |  |
| Winterlinde | Winterlinde Anfang Mai | 34  | Friedrichroda, Finsterbergen Tilia cordata Linde an der "Alten Hohle", nördlich Finsterbergen an der Waldstraße Kulturhistorische Bedeutung, Biotopwert | ⊙ |  |  |
| Baumgruppe 2 Rotbuchen, 2 Blutbuchen, 1 Bergahorn | Es stehen nur noch je eine Rotbuche, Blutbuche und Bergahorn. Die angegebenen Koordinaten sind falsch. Dies sind die richtigen: 50.83367 / 10.58316 | 35  | Friedrichroda, Finsterbergen 2 Fagus sylcvatica, 2 Fagus sylvatica purpurea, 1 Acer pseudoplatanus Ecke Hauptstraße / Waldstraße Schöne Baumgruppe, ortsbildprägend | ⊙ |  |  |
| Baumgruppe: Traubeneiche, Rotbuche, Fichte | Baumgruppe Anfang Mai | 36  | Friedrichroda Bahnhof Reinhardsbrunn Schön gewachsenes Ensemble Freistellen, Entfernen von 2 Birken, 1 Fichte, 1 Kiefer; öffentlich zugänglich | ⊙ |  |  |
| Kalifornischer Berg-Mammutbaum | Berg-Mammutbaum Anfang Mai | 37  | Friedrichroda Sequoiadendron giganteum Schweizer Straße 23 Knapp 100 Jahre alt, ausgeprägte Wurzelanläufe, Seltenheitswert, Gestaltwert, ortsbildprägend | ⊙ |  |  |
| Pyramideneiche | | 38  | Friedrichroda Quercus robur "Fastigiata" Im Keilspark Ortsbildprägend | ⊙ |  |  |
| Stieleiche | | 39  | Friedrichroda Quercus robur Grenzeiche, an der B 88 Landschaftsbildprägend, kulturhistorischer Wert | ⊙ |  |  |
| Douglasie | Douglasie Anfang Mai | 40  | Friedrichroda Pseudotsuga menziesii Garten der Dialysestation Ortsbildprägend, naturgeschichtliche und kulturhistorische Bedeutung, Seltenheitswert | ⊙ |  |  |
| Riesen-Lebensbaum | Lebensbaum Anfang Mai | 41  | Friedrichroda Thuja plicata Garten der Dialysestation Ortsbildprägend, naturgeschichtliche und kulturhistorische Bedeutung, Seltenheitswert | ⊙ |  |  |
| Gelbkiefer | Gelbkiefer Anfang Mai | 42  | Friedrichroda Pinus ponderosa Garten der Dialysestation Ortsbildprägend, naturgeschichtliche und kulturhistorische Bedeutung, Seltenheitswert | ⊙ |  |  |
| Schlangenfichte | Schlangenfichte Anfang Mai | 43  | Friedrichroda Picea abies 'Virgata' Garten der Dialysestation Ortsbildprägend, naturgeschichtliche und kulturhistorische Bedeutung, Seltenheitswert | ⊙ |  |  |
| Orient-Fichte | Orient-Fichte Anfang Mai | 44  | Friedrichroda Picea orientalis Garten der Dialysestation Ortsbildprägend, naturgeschichtliche und kulturhistorische Bedeutung, Seltenheitswert | ⊙ |  |  |
| Japanische Hemlocktanne | Hemlocktanne Anfang Mai | 45  | Friedrichroda Tsuga diversifolia Garten der Dialysestation Ortsbildprägend, naturgeschichtliche und kulturhistorische Bedeutung, Seltenheitswert | ⊙ |  |  |
| Pyramidenpappel-Allee | Pappel Ende Mai | 46  | Friedrichroda, Ernstroda Populus pyramidensis Allee an ehemaliger Straße, ehemalige Steinforststraße zum Igelsteich Landschaftsbildprägend, Allee an alter Straße | ⊙ |  |  |
| Stieleiche | BW | 47  | Friedrichroda Quercus robur Auf der Wiese zwischen Waldbahn und B 88, nahe der Marienglashöhle Landschaftsbildprägend, markanter Einzelbaum | ⊙ |  |  |
| Pyramideneiche | BW | 48  | Friedrichroda, Reinhardsbrunn Quercus robur 'Fastigiata' Innenpark, südlich des Schlosses Parkbaum, landschaftsbildprägend | ⊙ |  |  |
| Weißtanne | BW | 49  | Friedrichroda, Reinhardsbrunn Abies alba Innenpark, südlich des Schlosses Parkbaum, landschaftsbildprägend | ⊙ |  |  |
| Feldahorn | BW | 50  | Friedrichroda, Reinhardsbrunn Acer campestre Innenpark, südlich des Schlosses Parkbaum, landschaftsbildprägend | ⊙ |  |  |
| Schwarzerle | BW | 51  | Friedrichroda, Reinhardsbrunn Alnus glutinosa Innenpark, am Nordufer des Schlossteichs Parkbaum, landschaftsbildprägend | ⊙ |  |  |
| Sommerlinde | BW | 52  | Friedrichroda, Reinhardsbrunn Tilia platyphyllos Innenpark, vor dem Schloss am Hauptweg Parkbaum, landschaftsbildprägend | ⊙ |  |  |
| Farnblättrige Buche | BW | 53  | Friedrichroda, Reinhardsbrunn Fagus sylvatica 'Asplenifolia' Innenpark, vor dem Schloss am Hauptweg Parkbaum, landschaftsbildprägend, besondere Zuchtform, Seltenheitswert | ⊙ |  |  |
| Baumgruppe aus Linden und Buchen im Wechsel | BW | 54  | Friedrichroda, Reinhardsbrunn Tilia spec. und Fagus sylvatica 12 Apostel, am Wildgehege im Außenpark Reinhardsbrunn Alte Thingstätte, kreisförmige Pflanzung, kulturhistorisch bedeutsam, war bereits vor dem Kloster Reinhardsbrunn vorhanden, bisher als ND ohne Beschluss geführt                                                                             | ⊙ |  |  |
| Winterlinde | Winterlinde Anfang April | 55  | Friemar Siebenbrunnenlinde, am Siebenbrunnen, Ersatzbaum Kulturhistorische Bedeutung | ⊙ |  |  |
| Winterlinde | Winterlinde Anfang April | 56  | Friemar Tilia cordata Lindwurm-Linde, Lindwurmhügel im Süden des Ortes Historisch bedeutsam, 1934 durch Schulkinder gepflanzt, landschaftsbildprägend, Biotopwert | ⊙ |  |  |
| 2 Rosskastanien | Rosskastanie Anfang April | 57  | Friemar 2 Aesculus hippocastanum Im Südwesten von Friemar an einem ehemaligen Weg im Süden des Ortes Reste einer ehemaligen Wegbepflanzung, Biotopwert, landschaftsbildprägend | ⊙ |  |  |
| Sommerlinde | Sommerlinde Anfang April | 58  | Friemar Tilia platyphyllos Jakobslinde mit Feldstein, im Feld südwestlich von Friemar an einer ehemaligen Wegekreuzung Reich verzweigte Krone mit großem Feldstein; landschaftsbildprägend | ⊙ |  |  |
| Stieleiche | Stieleiche Anfang Mai | 59  | Georgenthal, Nauendorf Quercus robur Im langen Riem, im Feld zwischen Georgenthal und Nauendorf Landschaftsbildprägend, Biotopwert | ⊙ |  |  |
| Rosskastanie | Rosskastanie Anfang Mai | 60  | Georgenthal, Nauendorf Aesculus hippocastanum Im Hasenwinkel, im Feld zwischen Georgenthal und Nauendorf Landschaftsbildprägend, Biotopwert | ⊙ |  |  |
| Stieleiche | Stieleiche Anfang Mai | 61  | Georgenthal, Nauendorf Quercus robur An einem Weg am westlichen Ortsrand Noch jüngerer Zukunftsbaum, Biotopwert | ⊙ |  |  |
| Bergahorn | Bergahorn Anfang Mai | 62  | Georgenthal, Nauendorf Acer pseudoplatanus An der Waldstraße, Wendeschleife, Feuerwehr Gestaltwert, ortsbildprägend | ⊙ |  |  |
| Robinie | | 63  | Georgenthal Robinia pseudoacacia Bahnhofstraße Stattliche Größe für diese Baumart, ortsbildprägend | ⊙ |  |  |
| 2 Schwarzkiefern am Bahnhof | Schwarzkiefer Anfang Mai | 64  | Georgenthal 2 Pinus nigra Bahnhofsvorplatz Ortsbildprägend, bereits als ND gekennzeichnet, Beschluss fehlt | ⊙ |  |  |
| Zweistämmige Stieleiche | Stieleiche Anfang Mai | 65  | Georgenthal Quercus robur Hufeiseneiche, Nauendorfer Straße, auf einer Freifläche, in einem Wohngebiet Besondere Wuchsform, ortsbildprägend | ⊙ |  |  |
| Winterlinde | Winterlinde Anfang Mai | 66  | Georgenthal Tilia cordata Am Mühlteich Ortsbildprägend | ⊙ |  |  |
| Stechpalme | Stechpalme Anfang Mai | 67  | Georgenthal Ilex aquifolium In einem Vorgarten Stattlicher Baum für diese Art, ortsbildprägend, Biotopwert | ⊙ |  |  |
| Eibe | Eibe Anfang Mai | 68  | Georgenthal Taxus baccata, Sehr seltene Baumart, stattlicher Baum für diese Art, männlicher Baum | ⊙ |  |  |
| Alleebäume am Hammerteich (3 Stieleichen und 1 Sommerlinde) | Bäume Anfang Mai. Zwei Bäume sind stark beschädigt.                                                                                                 | 69  | Georgenthal 3 Quercus robur und 1 Tilia platyphyllos 4 Bäume östlich des Hammerteichs Sehr alter Baumbestand, ortsbildprägend im Ensemble mit dem Hammerteich | ⊙ |  |  |
| Winterlinde | Winterlinde Anfang April | 70  | Gierstädt Tilia cordata Am Schwimmbad Bisher irrtümlicherweise als ND "Linde am Bonifaciusbrunnen" geführt, bereits als ND gekennzeichnet, Beschluss fehlt | ⊙ |  |  |
| Schwarzer Maulbeerbaum | Schwarzer Maulbeerbaum Anfang April | 71  | Gierstädt, Kleinfahner Morus nigra Im Hühnergarten Seltenheitswert, Klimawandelbaum | ⊙ |  |  |
| Birnbaum | Birnbaum Anfang April | 72  | Gierstädt, Kleinfahner Pyrus Franzosenbaum, in einer Obstplantage Kulturhistorischer Wert, Biotopwert | ⊙ |  |  |
| Esskastanien | Esskastanien Anfang April | 73  | Gierstädt, Kleinfahner Castanea sativa Am Waldrand Forstort Tiergarten Seltenheitswert, Gestaltwert | ⊙ |  |  |
| Blutbuche | Blutbuche Anfang April | 74  | Gierstädt, Kleinfahner Fagus sylvatica 'Purpurea' Am Waldrand Forstort Tiergarten Stattlicher Baum, Gestaltwert | ⊙ |  |  |
| Zweistämmige Linde | Zweistämmige Linde Anfang April | 75  | Gierstädt, Kleinfahner Tilia platyphyllos, Gestaltwert | ⊙ |  |  |
| Traubeneiche | Traubeneiche Anfang April | 76  | Gierstädt, Kleinfahner Quercus robur Am Bienstädter Berg, im Forst Biotopwert, Gestaltwert | ⊙ |  |  |
| Blutbuche | Blutbuche im März | 77  | Gotha Fagus sylvatica 'Purpurea' Mozartstraße 4, Nähe Bahnhofstraße Gestaltwert | ⊙ |  |  |
| Feldahorn | Feldahorn im März | 78  | Gotha Acer campestre Mozartstraße 2, Nähe Bahnhofstraße Stattlicher Baum für diese Art, Seltenheitswert | ⊙ |  |  |
| Blutbuche | Blutbuche im März | 79  | Gotha Fagus sylvatica 'Purpurea' Bahnhofstraße 5, an der Turnhalle Ortsbildprägender Baum, luftklimatische Bedeutung | ⊙ |  |  |
| 2 Ginkgos | Ginkgos im März | 80  | Gotha Ginkgo biloba Bahnhofstraße 5a, an der Turnhalle Seltenheitswert | ⊙ |  |  |
| 2 Pyramideneichen | Pyramideneichen im März | 81  | Gotha Quercus robur 'Fastigiata' Friedrichstraße 5, vor Schloss Friedrichsthal Gestaltwert, kulturhistorisches Ensemble | ⊙ |  |  |
| 3 Schwarzkiefern | 2 der 3 Schwarzkiefern | 82  | Gotha 3 Pinus nigra Friedrichstraße, vor der Orangerie Gestaltwert, kulturhistorisches Ensemble | ⊙ |  |  |
| Stieleiche | Stieleiche im März | 83  | Gotha Quercus robur Ekhofplatz 1, neben der ehemaligen Hauptpost in einer Grünanlage Gestaltwert, lufthygienischer Wert | ⊙ |  |  |
| Rosskastanie | Rosskastanie im März | 84  | Gotha Aesculus hippocastanum Hauptpost, neben der ehemaligen Hauptpost in einer Grünanlage Gestaltwert, lufthygienischer Wert, Alterswert, Standortwert | ⊙ |  |  |
| Rotbuche | Rotbuche im März | 85  | Gotha Fagus sylvatica Bürgeraue 6, im Vorgarten des Grundstücks Bürgeraue 6 Gestaltwert, lufthygienischer Wert | ⊙ |  |  |
| Pyramideneiche | Pyramideneiche im März | 86  | Gotha Quercus robur 'Fastigiata' Im Grundstück des Kindergartens an der Gadollastraße Gestaltwert, lufthygienischer Wert | ⊙ |  |  |
| Rotbuche | Rotbuche im März | 87  | Gotha Fagus sylvatica Bürgeraue 10, im Vorgarten des Grundstücks Bürgeraue 10 Gestaltwert, lufthygienischer Wert | ⊙ |  |  |
| Weymouthkiefer | Weymouth-Kiefer im März | 88  | Gotha Pinus strobus Lyrakiefer, an der Südostecke des Gothaer Parks Gestaltwert | ⊙ |  |  |
| Stieleiche | Stieleiche im März | 89  | Gotha Quercus robur Ifflandeiche, am Seeberg Kulturhistorischer Wert, Biotopwert | ⊙ |  |  |
| Stieleiche | Stieleiche im März | 90  | Gotha Quercus robur Jägereiche, am Seeberg Kulturhistorischer Wert, Biotopwert | ⊙ |  |  |
| Lindengruppe Sieben Teiche | Baumgruppe mit Linden im März | 91  | Gotha Tilia cordata Am Königsbrunnen, Gotha Mittelhausen Gestaltwert, Biotopwert | ⊙ |  |  |
| 4 Platanen, 1 Eiche | Baumgruppe mit 5 Bäumen | 92  | Gotha 4 Platanus xhybrida und 1 Quercus robur Baumgruppe Mozartstraße 3, im Garten des Grundstücks Mozartstraße 3 Gestaltwert, Biotopwert, lufthygienischer Wert | ⊙ |  |  |
| Blutbuche | Blutbuche im März | 93  | Gotha Fagus sylvatica 'Purpurea' Im Garten des Grundstücks Mozartstraße 5, angrenzend an Grundstück Reyherstraße 3 Gestaltwert, lufthygienischer Wert | ⊙ |  |  |
| Holländische Linde | Holländische Linde im März | 94  | Gotha Tilia xvulgaris Im Vorgarten des Grundstücks Mozartstraße 5 Seltenheitswert, Gestaltwert, lufthygienischer Wert, Alterswert | ⊙ |  |  |
| 2 Ginkgos | Ginkgos im März | 95  | Gotha Ginkgo biloba Gartenstraße 19, auf dem Grundstück der Raiffeisenbank Seltenheitswert, weiblicher Baum | ⊙ |  |  |
| Ginkgo | Ginkgo im März | 96  | Gotha Ginkgo biloba Schützenallee 34, Grünfläche südlich des Wohnblocks Seltenheitswert, naturgeschichtliche und kulturhistorische Bedeutung | ⊙ |  |  |
| Bergulme | Bergulme im März | 97  | Gotha Ulmus glabra Am Schützenberg, Nähe Bertha-von-Suttner-Platz Gestaltwert, Seltenheitswert, Standortwert, Alterswert | ⊙ |  |  |
| Bergulme | Bergulme im März | 98  | Gotha Ulmus glabra Emminghausstraße 8, Grünfläche im Hof Landratsamt Gestaltwert, Seltenheitswert, Standortwert, Alterswert | ⊙ |  |  |
| Amerikanische Roteiche | Amerikanische Roteiche im März | 99  | Gotha Quercus rubra Am Arnoldiplatz, am Parkplatz hinter dem Kiosk "Katholischer Bahnhof" Gestaltwert, Seltenheitswert, Standortwert | ⊙ |  |  |
| Bergahorn | Bergahorn im März | 100 | Gotha Acer pseudoplatanus Grünfläche Gotthardstraße 14 Gestaltwert, lufthygienischer Wert, Standortwert | ⊙ |  |  |
| Platane | Platane im März | 101 | Gotha Platanus xhybrida Grünfläche Gotthardstraße 14 (Boxhalle) Gestaltwert, luftklimatische Bedeutung | ⊙ |  |  |
| Gurken-Magnolie | Gurken-Magnolie im März | 102 | Gotha Magnolia acuminata Grundstück des Spiel- und Bolzplatzes Bürgeraue Seltenheitswert | ⊙ |  |  |
| Gurken-Magnolie | Gurken-Magnolie im März | 103 | Gotha Magnolia acuminata Schöne Allee 9a Seltenheitswert, Standortwert, Gestaltwert, Alterswert | ⊙ |  |  |
| Blutbuche | Blutbuche im März | 104 | Gotha Fagus sylvatica 'Purpurea' Im hinteren Gartenbereich des Hauses Friedrichstraße 24 Gestaltwert, lufthygienischer Wert | ⊙ |  |  |
| Rosskastanie | Rosskastanie im März | 105 | Gotha Aesculus hippocastanum Dr. Wilhelm-Külz-Straße, Wiese im Innenhof Gestaltwert, Erlebniswert, Standortwert | ⊙ |  |  |
| Blutbuche | Blutbuche im März | 106 | Gotha Fagus sylvatica 'Purpurea' Ernststraße 17 Stattlicher Baum, ortsbildprägend, Alterswert | ⊙ |  |  |
| Stieleiche | Stieleiche im März | 107 | Gotha, Uelleben Quercus robur Dicke Eiche am Boxberg Stattlicher Baum, landschaftsbildprägend | ⊙ |  |  |
| Lindengruppe | Linden im März | 108 | Gotha, Uelleben Tilia cordata An der alten Schule, Bushaltestelle Wurde als ND geführt, Beschluss nicht auffindbar, Biotopwert, ortsbildprägend | ⊙ |  |  |
| Walnuss | Walnuss im März | 109 | Gotha Juglans regia Waltershäuser Straße 58 Gestaltwert, ortsbildprägend | ⊙ |  |  |
| Tulpenbaum | Tulpenbaum im März | 110 | Gotha Liriodendron tulipifera Schloss Friedenstein Ostseite Seltenheitswert, hohes Alter | ⊙ |  |  |
| Doppelstämmige Stieleiche | Stieleiche im März | 111 | Gotha Quercus robur Liebetraustraße 4 Stattlicher Wuchs, Gestaltwert | ⊙ |  |  |
| Blutbuche | Blutbuche im März | 112 | Gotha Fagus sylvatica 'Purpurea' Liebetraustraße 4 Vergleichsweise jüngerer Baum, "Zukunftsbaum", sehr schön gewachsen | ⊙ |  |  |
| Weymouth-Kiefer | Weymouth-Kiefer im März | 113 | Gotha Pinus strobus Schöne Allee 1 Stattlicher Baum, seltene Baumart, Biotopwert | ⊙ |  |  |
| 2 Rotbuchen | Rotbuche im März | 114 | Gotha 2 Fagus sylcvatica Schöne Allee 9 Ortsbildprägender Baum, luftklimatische Bedeutung | ⊙ |  |  |
| Blutbuche | Blutbuche im März | 115 | Gotha Fagus sylvatica 'Purpurea' Spohrstraße (1), Ecke Hohe Straße Ortsbildprägender Baum | ⊙ |  |  |
| Blutbuche | Blutbuche im März | 116 | Gotha Fagus sylvatica 'Purpurea' Purgoldweg 2 Bizarrer Wurzelteller auf Blockhalde, Gestaltwert | ⊙ |  |  |
| Schwarznuss | Schwarznuss im März | 117 | Gotha Juglans nigra Schützenallee 10 Stattlicher Baum, seltene Baumart | ⊙ |  |  |
| Hainbuche | Hainbuche im März | 118 | Gotha Carpinus betulus Doppelstamm, Siebleben, Mönchspark, am Ostufer des großen Teiches Sehr alter Baum, Gestaltwert | ⊙ |  |  |
| Pyramideneiche | Pyramideneiche im März | 119 | Gotha, Siebleben Quercus robur 'Fastigiata' Kaisereiche, an der alten Schule, ehemals Edelhof Kulturhistorische Bedeutung, gepflanzt 1888, im Jahr der 'drei Kaiser' | ⊙ |  |  |
| Stieleiche | Stieleiche im März | 120 | Gotha, Uelleben Quercus robur Am Boxberg, Nähe ND Dicke Eiche Besonders stattlicher Baum im Forst | ⊙ |  |  |
| Winter-Linde im Forstort "Sonneborner Ecke" | Winterlinde im März | 121 | Gotha Tilia cordata Sonneborner Straße, am Denkmal "Freunds Ruh" Historische und denkmalpflegerische Bedeutung | ⊙ |  |  |
| Blauglockenbaum | Blauglockenbaum im März | 122 | Gotha Paulownia tomentosa Karl-Schwarz-Straße 8 Seltene Baumart, Gestaltwert | ⊙ |  |  |
| Pyramideneiche | Pyramideneiche im März | 123 | Gotha Quercus robur 'Fastigiata' Eisenacher Straße 7 Biotopwert, stattlicher Baum | ⊙ |  |  |
| Bergulme | Bergulme im März | 124 | Gotha Ulmus glabra Ulmus glabra, Am Galberg, Standort vom alten Pulverhaus Seltene Baumart, Biotopwert | ⊙ |  |  |
| Winterlinde | Winterlinde im März | 125 | Gotha Tilia cordata Friedrichrodaer Straße 1 Gestaltwert, Biotopwert, luftklimatische Bedeutung | ⊙ |  |  |
| Schwarzkiefer | Schwarzkiefer im März | 126 | Gotha Pinus nigra Reinhardsbrunner Straße (ehemalige Polizei) Ortsbildprägend | ⊙ |  |  |
| Stieleiche | Stieleiche Anfang April | 127 | Großfahner Quercus robur Kosakeneiche, im Forst Gestaltwert, Biotopwert | ⊙ |  |  |
| Schwarzpappel | Schwarzpappel Ende April | 128 | Georgenthal, Herrenhof Populus nigra Am Schönauer Weg, Hirzberg, im Feld, Flurbezeichnung "Bei der Pappel" Landschaftsbildprägend | ⊙ |  |  |
| Stieleiche | Stieleiche Anfang April | 129 | Hörsel, Hörselgau Quercus robur Im gGLB Haidtal, am Rand einer Heidefläche Landschaftsbildprägend | ⊙ |  |  |
| Silberweide | Silberweide, leider ist dieser Baum sehr beschädigt und nicht mehr so groß.                                                                         | 130 | Hörsel, Hörselgau Salix alba Weide am Tuppstein, am Tuppstein Sehr hohes Alter, Höhe 16 m, Stammumfang 6,5 m, landschaftsbildprägend, Biotopwert | ⊙ |  |  |
| Stieleiche | Stieleiche Anfang April | 131 | Hörsel, Trügleben Quercus robur Dicke Eiche im Berlach Sehr stattlicher Baum im Forst | ⊙ |  |  |
| 2 Eichen | 2 Eichen Anfang April | 132 | Hörsel, Laucha Quercus robur Heide am Steinberg, am Steinberg, Nähe Thomaswiese Landschaftsbildprägend | ⊙ |  |  |
| Blutbuche | Blutbuche Anfang April | 133 | Hörsel, Mechterstädt Fagus sylvatica 'Purpurea' Regelschule Schulhof Gestaltwert | ⊙ |  |  |
| Linde | Linde Anfang Mai | 134 | Georgenthal, Schönau vor dem Walde Tilia spec. europaeus An Wegegabelung Zukunftsbaum, sehr schöner Wuchs, ortsbildprägend | ⊙ |  |  |
| Stieleiche | Stieleiche Anfang Mai | 135 | Georgenthal, Leina Quercus robur Im Pfarrgarten Ortsbildprägend | ⊙ |  |  |
| Winterlinde | Der Baum wurde gefällt, dafür wurde eine Ersatzpflanzung vorgenommen.                                                                               | 136 | Georgenthal, Altenbergen Tilia cordata Am Kandelaber Landschaftsbildprägend, Biotopwert | ⊙ |  |  |
| Stieleiche | Stieleiche Anfang April | 137 | Luisenthal, Schwarzwald Quercus robur Am Försteracker Landschaftsbildprägend, Biotopwert | ⊙ |  |  |
| Bergahorn | Bergahorn Anfang April | 138 | Luisenthal, Stutzhaus Acer pseudoplatanus Unterhalb der Auffahrt zum Berghotel Sehr stattlicher Baum | ⊙ |  |  |
| Gemeine Fichte | Diese Fichte wurde gefällt. | 139 | Luisenthal, Schwarzwald Picea abies Am Salzmannfelsen/Triefstein am Weg zur Wegscheide Gestaltwert, bizarrer Wuchs | ⊙ |  |  |
| Europäische Lärche | Europäische Lärche Anfang April | 140 | Luisenthal, Schwarzwald Larix decidua Unmittelbar neben dem Kreuz vor der Käfernburgruine Stärkste Lärche der Gruppe an kulturhistorisch wertvoller Stätte | ⊙ |  |  |
| Pyramidenfichte | Zypressenfichte Anfang April | 141 | Luisenthal, Schwarzwald Picea excelsa var. 'Columnaris' Zypressenfichte, am Kammerbacher Pirschhaus Sehr stattlicher Baum, Gestaltwert | ⊙ |  |  |
| Allee alte F 247 von Ohratalsperre bis Kreisgrenze | Alte Allee mit Bergulme, Bergahorn und Kastanie | 142 | Luisenthal, Schwarzwald Alte Landstraße nach Oberhof, Allee aus Bergahorn, Kastanie und Bergulme mit Nachpflanzungen (2011) Landschaftsbildprägend, Beispiel für alte straßenbegleitende Allee | ⊙ |  |  |
| Stieleiche | Stieleiche Anfang April | 143 | Molschleben Quercus robur Am Großen Lindenplatz Ortsbildprägend, in einem Park | ⊙ |  |  |
| Ginkgo | Ginkgo Anfang April | 144 | Nesse-Apfelstädt, Neudietendorf Ginkgo biloba Im Vorgarten Kirchstraße 2 Seltenheitswert, weiblicher Baum | ⊙ |  |  |
| Gemeine Esche | Gemeine Esche Anfang April | 145 | Nesse-Apfelstädt, Neudietendorf Fraxinus excelsior Im Vorgarten Gestaltwert, ortsbildprägend | ⊙ |  |  |
| Stieleiche | | 146 | Nesse-Apfelstädt, Ingersleben Quercus robur Dicke Eiche in der Aue, ehemaliger Tiefbrunnen an der Apfelstädt Sehr stattlicher Baum, landschaftsbildprägend | ⊙ |  |  |
| Stieleiche | Stieleiche Anfang Mai, in diesem Waldstück stehen weitere sehr stattliche Laubbäume.                                                                | 147 | Nesse-Apfelstädt, Ingersleben Quercus robur Doppel- oder Zwillingseiche am Holzberg Gestaltwert, stattlicher Baum im Forst | ⊙ |  |  |
| Stieleiche | Stieleiche Anfang April | 148 | Nesse-Apfelstädt, Neudietendorf Quercus robur An den Wiesenhöfen, auf einer Koppel, Flur "Die Wiesenhöfe" Landschaftsbildprägend, Biotopwert | ⊙ |  |  |
| Rotbuche und Ginkgo | Rotbuche und Ginkgo Ende April auf dem Dorfplatz.                                                                                                   | 149 | Nessetal, Brüheim Fagus sylvatica und Ginkgo biloba Im Edelhof, Schlossgasse 4 Hoher Gestaltwert, weiblicher Ginkgo sehr alt, Rotbuche bizarrer Wuchs | ⊙ |  |  |
| 2 Stieleichen | 2 Stieleichen Ende April, ca. 80m auseinander. | 150 | Nessetal, Brüheim 2 Quercus robur Am "Schafstieg", Feldweg nach Friedrichswerth Stattliche Bäume, 316 und 260 Jahre alt | ⊙ |  |  |
| Winterlinde | Winterlinde Ende April | 151 | Nessetal, Brüheim Tilia cordata An einem Feldweg im Nordwesten des Ortes Biotopwert, landschaftsbildprägend, 212 Jahre alt | ⊙ |  |  |
| Walnuss | | 152 | Nessetal, Brüheim Juglans regia Am Leichberg, an einem Rasenweg Landschaftsbildprägend, Teil einer Nussbaumreihe | ⊙ |  |  |
| Linde am Lindenhügel | Linde Anfang April | 153 | Bufleben Tilia platyphyllos Am Feldweg Richtung Eschenbergen, Ersatzbaum Kulturhistorische Bedeutung | ⊙ |  |  |
| Bergulme | Bergulme Ende April | 154 | Goldbach Ulmus glabra Karl-Marx-Straße, an der Grundschule am Zaun Seltene Baumart | ⊙ |  |  |
| Winterlinde | Winterlinde Ende April | 155 | Goldbach Tilia cordata Im Feld, zwischen Ort und Goldberg im Feld Prägender Baum in der Feldflur, Biotopwert | ⊙ |  |  |
| Stieleiche | Stieleiche Ende April | 156 | Nessetal, Haina Quercus robur Am Sportplatz Sehr stattlicher Baum, ortsbildprägend | ⊙ |  |  |
| 2 Hainbuchen | Hainbuchen Ende April | 157 | Nessetal, Friedrichswerth 2 Carpinus betulus An der alten Nesse, alter Nesseverlauf Nähe Zimmerei und Schlossmauer, am südlichen Ortsrand Stattliche Bäume für diese Baumart, ortsbildprägend an Schlossmauer | ⊙ |  |  |
| 2 Winterlinden | Winterlinden Anfang April | 158 | Nottleben 2 Tilia cordata Im Kirchgarten, an der Kirche, Schulwinkel Gestaltwert, ortsbildprägend | ⊙ |  |  |
| Weißtanne | Weißtanne Anfang Mai, gut versteckt. | 159 | Ohrdruf Abies alba In der Radebreche zwischen Spitzgraben und Ochsenstallgrund Sehr stattliche Weißtanne im Forst, genetisch wertvoll, Seltenheitswert | ⊙ |  |  |
| Traubeneiche | Traubeneiche Anfang Mai | 160 | Ohrdruf Quercus petraea An den Staabs Büschen Seltene Baumart im Landkreis Gotha, StU 3,90m | ⊙ |  |  |
| Esskastanie | Esskastanie Anfang April | 161 | Ohrdruf Castanea sativa Am Eingang Park Tobiashammer Seltene Baumart, StU 2,30m | ⊙ |  |  |
| Feldulme | Feldulme Anfang April | 162 | Ohrdruf Ulmus minor Nähe Tobiashammer Stattliche Größe für diese Baumart | ⊙ |  |  |
| Flatterulmen | Flatterulmen Anfang Mai | 163 | Ohrdruf Ulmus laevis Am Scherershüttenweg, beidseitige Baumreihe, junge und alte Bäume Sehr seltene Baumart, Alleeanpflanzung | ⊙ |  |  |
| Küstendouglasiengruppe, 3 Stück | Küstendouglasien Anfang April | 164 | Ohrdruf 3 Pseudotsuga menziesii Auf einer Insel zwischen Ohra und Mühlgraben südlich des Tobiashammers Stattliche Bäume, stärkster Baum hat 3,50 m Stammumfang | ⊙ |  |  |
| Winterlinde | Winterlinde Anfang Mai | 165 | Ohrdruf Tilia cordata Schillerlinde, am Michaelisplatz Kulturhistorische Bedeutung, 1905 anlässlich des 100. Todestages von Friedrich Schiller gepflanzt, Bombenschaden im 2. Weltkrieg | ⊙ |  |  |
| Stieleiche | Leider ist von dem Baum nicht viel übrig, aber interessant anzuschauen.                                                                             | 166 | Ohrdruf, Gräfenhain Quercus robur Hohle Eiche, Steudingswiese nahe Steigerhaus Stammumfang 4,22m, besonders alter Baum, Gestaltwert | ⊙ |  |  |
| Stieleiche | Stieleiche Anfang Mai | 167 | Ohrdruf, Gräfenhain Quercus robur Eiche im Dorfpark, im kleinen Park an der Hauptstraße hinter d. abendl. Lebensbaum Ortsbildprägend | ⊙ |  |  |
| 2 Mehlbeeren | Mehlbeerbäume Ende April. In der Allee stehen 10 Bäume der Art.                                                                                     | 168 | Ohrdruf, Crawinkel Sorbus aria Alleebäume (vor Haus Nr. 16a), Friedrichsanfang Teile einer markanten Baumreihe, Charakterbäume | ⊙ |  |  |
| Sommerlinde | Sommerlinde Ende April. Der Baum ist sehr stark beschädigt.                                                                                         | 169 | Ohrdruf, Wölfis Tilia platyphyllos Am Rondell vor der Kirche ortsbildprägend, Alter | ⊙ |  |  |
| Winterlinde | Winterlinde Ende April | 170 | Ohrdruf, Wölfis Tilia cordata Friedenslinde, an der Markbrunnenstraße Ortsbildprägend, kulturhistorischer Wert, gepflanzt 1871 anlässlich des Friedensvertrages zwischen Deutschland und Frankreich | ⊙ |  |  |
| 2 Winterlinden | Winterlinden Anfang April | 171 | Georgenthal, Petriroda 2 Tilia cordata An der Kirche Ortsbildprägend | ⊙ |  |  |
| Birnenallee | Birnenallee Anfang April | 172 | Pferdingsleben Pyrus Am alten Bienstädter Weg Sehr alter wertvoller Baumbestand, seltene regionale Obstsorten, Schutz und Erhaltung wichtig für Genpool | ⊙ |  |  |
| Baumreihe am ehemaligen Gutshof | Bäume Anfang Mai (eine Auswahl des Bestandes) | 173 | Schwabhausen 5 Fraxinus excelsior, 1 Quercus robur, 1 Aesculus hippocastanum 5 Eschen, 1 Eiche, 1 Kastanie, Grundstück des Gutshofes Kulturhistorisch wertvoll, als Gesamtensemble ortsbildprägend | ⊙ |  |  |
| Rosskastanie und Bergahorn | Beide Bäume Ende April | 174 | Sonneborn, Eberstädt Aesculus hippocastanum und Acer pseudoplatanus Am westlichen Ausläufer des Goldbergs Landschaftsbildprägend | ⊙ |  |  |
| Stieleiche mit Quelle | Stieleiche Ende April | 175 | Sonneborn Quercus robur Am Gothaer Weg im Feld, am Völkersborn Landschaftsbildprägend | ⊙ |  |  |
| Weißtanne | Weißtanne Anfang Mai | 176 | Tambach-Dietharz Abies alba Hinter dem Sportlerheim Stattlicher Baum, Genpool | ⊙ |  |  |
| Gemeine Fichte | | 177 | Tambach-Dietharz Picea abies Unterhalb Weißtanne, oberhalb Gothaer Talsperre Besonders schönes großes Exemplar, mind. 200 Jahre alt | ⊙ |  |  |
| Weißtanne und 2 Fichten | BW | 178 | Tambach-Dietharz Abies alba und 2 Picea abies Am Mittelwasserteich Landschaftsbildprägend, Genpool | ⊙ |  |  |
| 2 Roteichen | | 179 | Tambach-Dietharz 2 Quercus rubra Triftstraße Ortsbildprägend, seltene Baumart im Ortsbild, Teil einer ehemaligen Baumreihe | ⊙ |  |  |
| Winterlinde | Winterlinde Anfang Mai | 180 | Tambach-Dietharz Tilia cordata Oberhofer Straße Ortsbildprägend | ⊙ |  |  |
| Doppelfichte | Fichte Anfang Mai, sehr schöner Baum in einer tollen Landschaft.                                                                                    | 181 | Tambach-Dietharz Picea abies Im Mittelwassergrund Landschaftsbildprägend, Gestaltwert | ⊙ |  |  |
| Winterlinde | Winterlinde Anfang April | 182 | Tonna, Burgtonna Tilia cordata Am Fahnerschen Weg Landschaftsbildprägend | ⊙ |  |  |
| Kornelkirsche | Kornelkirsche Ende Mai | 183 | Waltershausen Cornus mas Tennebergstraße Kemnotsgarten Seltenheitswert | ⊙ |  |  |
| Gemeine Fichte | BW | 184 | Waltershausen Picea abies Im Hocksloch an einem Wasserlauf und neben einem historischen Grenzstein mit Wappen im Forst Stattlicher Baum, Genpool | ⊙ |  |  |
| Sommerlinde und Blutbuche | | 185 | Waltershausen Tilia platyphyllos und Fagus sylvatica f. 'Purpurea' In "Bardorfs Garten", in einem Gartengrundstück an der Zeughausgasse Ortsbildprägende Bäume | ⊙ |  |  |
| Gemeine Kiefer | Kiefer Ende Mai | 186 | Waltershausen Pinus sylvestris Föhre am Hexenrasen, an einer Waldkreuzung im Waldgebiet "Graue Scheuer" Gestaltwert, Panzerrinde | ⊙ |  |  |
| Sommerlinde | Sommerlinde Ende Mai | 187 | Schnepfenthal-Rödichen Tilia platyphyllos Salzmannlinde, Vorgartenpark an der Salzmannschule Kulturhistorischer Wert, landschaftsbildprägend, gepflanzt 6.11.1789 anlässlich der Erbauung der Schule | ⊙ |  |  |
| Eiben | BW | 188 | Schnepfenthal-Rödichen Taxus baccata Am Südhang des Hermannsteins, im Wald Seltenheitswert, Genpool | ⊙ |  |  |
| Ginkgo | Ginkgo Ende Mai | 189 | Waltershausen Ginkgo biloba Ziegenbergstraße Seltenheitswert | ⊙ |  |  |
| Blutbuche | Blutbuche Ende Mai | 190 | Waltershausen Fagus sylvatica f. 'Purpurea' Ziegenberg, in kleinem Park, Trafohäuschen Ortsbildprägend, sehr stattlicher Baum | ⊙ |  |  |
| Pyramideneiche | Pyramideneiche Ende Mai | 191 | Waltershausen Quercus robur 'Fastigiata' Im Quelltal, am Klostermühlenweg an einer Wegegabelung Biotopwert | ⊙ |  |  |
| Schwarzerle | Schwarzerle Ende Mai | 192 | Waltershausen Alnus glutinosa Quelltal Sehr stattlicher Baum, 3,50 m Stammumfang, Genpool | ⊙ |  |  |
| Stieleiche | Stieleiche Ende Mai | 193 | Waltershausen, Wahlwinkel Quercus robur Am Kindergarten Ortsbildprägend, Gestaltwert | ⊙ |  |  |
| Täuschende Elsbeere | | 194 | Waltershausen Sorbus decipiens Erdfall, Weggablung Sehr seltene Baumart, genetischer Wert | ⊙ |  |  |
| Blutbuche | Blutbuche Ende Mai | 195 | Waltershausen Fagus sylvatica f. 'Purpurea' Waldstraße/Ecke Robert-Koch-Straße Ortsbildprägend | ⊙ |  |  |
| Hainbuche | | 196 | Waltershausen Carpinus betulus Auf der Kräuterwiese, NSG Burgberg mit Baldrichstein und Kräuterwiese Gestaltwert, sehr alter stattlicher Baum | ⊙ |  |  |
| Gelbblühende Kastanie | | 197 | Waltershausen Aesculus flava Friedhofsvorplatz, an der Straße Seltenheitswert | ⊙ |  |  |
| 2 Winterlinden | BW | 198 | Waltershausen, Fischbach Tilia cordata Friedenslinden, kleine Grünfläche an der Straße zwischen Fischbach und Winterstein Kulturhistorischer Wert, landschaftsbildprägend | ⊙ |  |  |
| Winterlinde | Winterlinde Ende Mai | 199 | Waltershausen, Schmerbach Tilia cordata Kalkhög, frei auf Bergsprung stehend, Kopfbaum Exponierte Lage, landschaftsbildprägend | ⊙ |  |  |
| Stieleiche mit Rotbuche verwachsen | Die Rotbuche wurde gefällt | 200 | Waltershausen, Schmerbach Quercus robur mit Fagus sylvatica Am Lerchenberg, Nähe Lerchenbergsiedlung, auf einer Weide stehend Gestaltwert | ⊙ |  |  |
| Traubeneiche | Traubeneiche Ende Mai | 201 | Waltershausen, Schmerbach Quercus petraea Am Lerchenberg, Lerchenbergsiedlung, auf einer Weide stehend, nordöstlich vorangeg. Bäume Dreistämmige Eiche, besonders schöne Wuchsform, Gestaltwert | ⊙ |  |  |
| Täuschende Mehlbeere | Mehlbeere Ende Mai | 202 | Schnepfenthal-Rödichen Sorbus decipiens In der Oberhardt, im Wald unterhalb des historischen Friedhofes Seltene Baumart, Genpool | ⊙ |  |  |
| Trompetenbaum | Trompetenbaum Ende Mai | 203 | Waltershausen, Schwarzhausen Catalpa bignonioides Im Kirchgarten Seltene Baumart | ⊙ |  |  |
| Bergahorn | Bergahorn Ende Mai | 204 | Waltershausen, Winterstein Acer pseudoplatanus An der Burgruine, an der Einfahrt zum Park an der Burgruine Mächtiger Bergahorn an der historischen Burgruine von Winterstein, Gestaltwert | ⊙ |  |  |
| Traubeneiche | BW | 205 | Waltershausen, Winterstein Quercus petraea Am "Fischbacher Tor" an Wegekreuzung im Wald Seltene Baumart, markanter Baum an Wegekreuzung, kulturhistorischer Wert | ⊙ |  |  |
| Bergulme | BW | 206 | Waltershausen, Winterstein Ulmus glabra Im Forstgut Winterstein Ost Sehr stattlicher Baum im Forst, Genpool | ⊙ |  |  |
| Winterlinde | BW | 207 | Waltershausen, Winterstein Tilia cordata An der Schwarzbacher Brücke, im Forstgut Winterstein West Stattlicher Baum im Forst | ⊙ |  |  |
| Sommerlinde | Sommerlinde Ende April | 208 | Nessetal, Westhausen Tilia platyphyllos Dorfplatz Grünanlage Ortsbildprägend | ⊙ |  |  |
| Legende für Naturdenkmal | |     | |   |  |  |